# Seguros Soliss Alcázar Basket
Alcázar Basket, también conocido como Seguros Soliss Alcázar Basket por motivos de patrocinio, fue un club de baloncesto con sede en Alcázar de San Juan, Castilla-La  Mancha.

## Historia
Alcázar Basket fue fundado en 2013 con el objetivo de ser el principal club de baloncesto de la ciudad tras la disolución de la Fundación Adepal, que jugó una temporada en la segunda división.
Tras tres temporadas en Liga EBA, el club consigue el ascenso a LEB Plata en la temporada 2015-16 tras ganar la fase de play-off disputada en Plasencia.
El 17 de julio de 2017, nada más finalizar su primera temporada en LEB Plata, el club anunció su disolución por falta de apoyo. La directiva alegó que en esa situación el proyecto sobra.

## Denominación de patrocinio
- Seguros Soliss Alcázar Basket 2013–2017

## Temporada tras temporada
| Temporada | Nivel | División  | Pos. | V–D   |
| --------- | ----- | --------- | ---- | ----- |
| 2013–14   | 4     | Liga EBA  | 9°   | 14–16 |
| 2014–15   | 4     | Liga EBA  | 3°   | 20–9  |
| 2015–16   | 4     | Liga EBA  | 3°   | 21–8  |
| 2016–17   | 3     | LEB Plata | 10°  | 14–16 |